# Sociologie des organisations
La sociologie des organisations est une branche de la sociologie qui étudie comment les membres d'une organisation (les acteurs) construisent et coordonnent des activités collectives organisées.
Elle peut aussi se définir comme une science sociale qui étudie des entités particulières nommées organisations, ainsi que leurs modes de gouvernance et interactions avec leur environnement, et qui applique les méthodes sociologiques à l'étude de ces entités. Elle contribue notablement aux sciences du management.
Elle est à l'intersection de plusieurs disciplines, dont l'économie des organisations, le management et la théorie des organisations.

## Sens et enjeux

### Les trois sens du terme «organisation» en sociologie
Le terme organisation a trois sens distincts en sociologie :
- Un regroupement d'humains qui coordonnent leurs activités pour atteindre certains buts. L'organisation est alors envisagée comme une réponse au problème de l'action collective organisée, de sa coordination et de sa stabilisation.
- Les diverses façons par lesquelles ces groupements structurent les moyens dont ils disposent pour parvenir à leurs fins.
- L'action d'organiser, ou encore le processus qui engendre les groupements ou les structures d'organisation.

L'étude des organisations répond alors à une triple exigence :
- Les sociétés (modernes ou anciennes), se composent d'ensembles au sein desquels les individus passent une grande partie de leur vie. Il est donc essentiel d'analyser et de comprendre le fonctionnement de ces groupements. D'autant plus que certains facteurs comme la concentration industrielle, l'accroissement du salariat, le développement des administrations publiques, le progrès technique, créent des entités de plus en plus vastes et de plus en plus nombreuses.
- Toutes ces entités, malgré leurs différences, ont des caractéristiques communes et ont à résoudre des problèmes voisins.
- Il importe de comprendre la logique qui se cache derrière cette diversité dans l'organisation. Et il y a autant de formes spécifiques d'organisations que d'objectifs justifiant l'action collective : économique, sociale, politique, religieuse, écologique, caritatives, etc. La diversité dans l'organisation est aussi liée à leur degré de complexité et à d'autres paramètres : taille, technologie, contexte…

### Enjeux
La sociologie des organisations, en étudiant le phénomène de l'organisation, soulève certaines problématiques récurrentes, qui sont souvent liées aux tensions qui affectent les organisations. Elles ont donné lieu à différents thèmes d'études. Par exemple :
- La cohésion. Les études s'inscrivant dans cette thématique s'efforcent de comprendre comment les organisations parviennent à maintenir leur structure et leur identité, malgré les tensions internes et externes qu'elles subissent.
- L'étude de la structure formelle et informelle. Nombre d'études ont cherché à clarifier les liens entre la structure formelle et les relations sociales informelles au sein des organisations.
- L'adaptation. Comment les organisations gèrent-elles l'innovation et comment l'intègrent-elles pour s'adapter à leur environnement technique et social ? Certaines études tentent de comprendre comment et pourquoi la structure formelle évolue, à travers les processus qui gouvernent la création et la modification des règles. D'autres s'intéressent à l'intégration des innovations techniques dans les organisations. Certaines se focalisent sur les changements culturels. Enfin, des études sortent des frontières traditionnelles de la firmes et cherchent à expliquer les processus d'innovation d'une entreprise au sein de son territoire.
- La hiérarchie et les relations de pouvoir. Les thèmes abordés sont l'autonomie des acteurs, les différents types d'organisation (matricielle, horizontale, pyramidale), la gestion du pouvoir, la répartition des ressources, la négociation, etc.
- Le lien social et identitaire, ainsi que les phénomènes culturels.
- L'étude de la circulation de l'information et les outils de communication.
- Les situations conflictuelles ou pathologiques. Conflits syndicaux, situation de stress, précarité, phénomène du placard, baisse de la productivité, absentéisme, recherche des causes des blocages au sein des organisations, etc.

#### Les métaphores de Gareth Morgan
Pour répondre à ces différents enjeux, la principale difficulté est de trouver un outil d'observation et de compréhension de l'organisation. Pour ce faire, Gareth Morgan au cours de ses travaux qui ont fait date dans la compréhension des organisations, propose une grille de lecture utilisable par les chercheurs et les managers. Afin de mieux comprendre les organisations, Morgan propose l’utilisation de métaphores. Selon cet auteur, les théories de l’organisation reposent sur des images implicites qui nous éclairent sur les organisations. En fonctionnement par analogie, les métaphores vont permettre de mettre en avant les similitudes pouvant exister entre l’organisation, d’une part, et l’image employée, d’autre part. En complément, des distorsions existeront qui ne couvriront pas les différences entre l’organisation et son image. Ainsi, l’Homme sera comme un lion – brave, fort et féroce - mais sera différent – en ce qu’il n’aura pas de fourrure, quatre pattes, des dents pointues et une queue ! De plus, Morgan observe qu’un même objet peut être représenté par différentes images. Celles-ci, compte tenu des similitudes et distorsions inhérentes à chacune, proposeront une vision complémentaire mais incomplète de l’entreprise.
Les métaphores retenues par Morgan permettent de voir l'organisation :
- Comme une machine,
- Comme un organisme,
- Comme un cerveau,
- Comme une culture,
- Comme un système politique,
- Comme une prison du psychisme,
- Comme flux et transformations,
- Comme un instrument de domination.

## Les approches mécanistes[2]

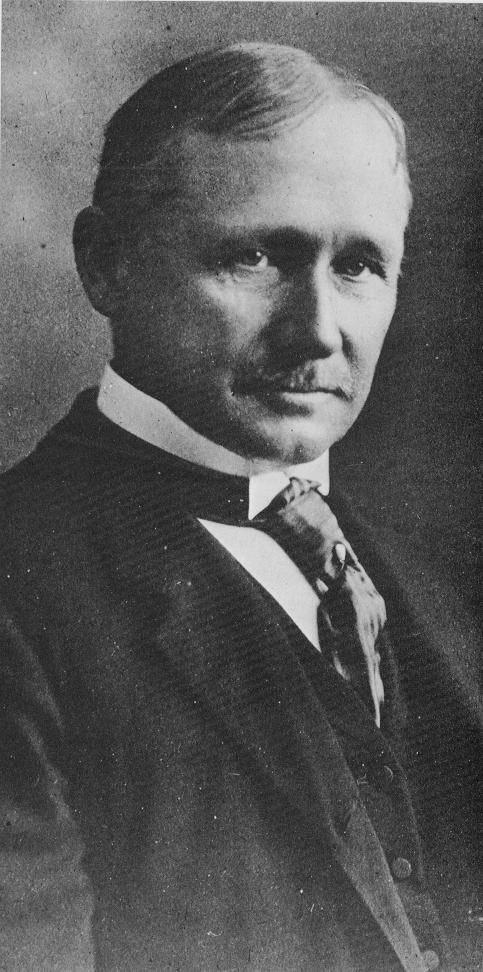
Frederick Taylor

C'est vers la fin du XIXe siècle que les premières études sociologiques du phénomène de l'organisation apparaissent. Elles sont liées à un double mouvement : le développement des grandes industries et des bureaucraties, la constitution de la sociologie comme corps de connaissance distinct.
Trois auteurs vont se démarquer. Ils vont produire des travaux parallèles et complémentaires.
- En Allemagne, Max Weber[3] analyse le phénomène bureaucratique. Il l'étudie sous l'angle de la rationalisation, mais il va également s'intéresser au rôle de la religion sur l'esprit d'entreprise et sur la dynamique du capitalisme. Destinées principalement à un public universitaire, les théories de Max Weber auront une portée essentiellement heuristique. Elles ne donneront pas lieu à des applications concrètes.
- Aux États-Unis, Frederick Taylor[4], ingénieur et économiste, développe une théorie normative de l'organisation : le Taylorisme. Celle-ci est axée sur l'étude de l'optimisation et de la rationalisation de la production. Ses travaux vont susciter un grand intérêt et être appliqués, au moins partiellement, dans de nombreux secteurs industriels. D'un point de vue théorique, on peut le considérer comme l'initiateur de l'Organisation scientifique du travail. Taylor se fixe comme objectif de transférer le savoir des ouvriers professionnels à "la direction" de l'entreprise par sa codification par le "bureau des méthodes". Adepte de la spécialisation par la division horizontale par l'étude des postes, il veut ainsi limiter le gaspillage en temps et matière. Il prône aussi la division verticale en séparant la conception des tâches de l'exécution et du contrôle. Le salaire au rendement et le contrôle strict du travail sont aussi deux des préceptes, résumés par son slogan fameux A fair pay for a fair work, qu'il essaye d'appliquer au sein de son entreprise.
- En France, Henri Fayol[5], un ingénieur français, s'intéresse quant à lui aux différents types d'administrations. Il cherche les procédés de gestion qui sont les mieux adaptés pour établir une administration optimale. Il est considéré comme le père du management moderne. Sa théorie prendra plus tard l'appellation de Fayolisme.

## Les approches psychosociologiques
Au sein du corpus, il existe de nombreuses approches qui mélangent sociologie et psychologie.

### École des relations humaines
Les travaux des précurseurs sont essentiellement normatifs, ou bien le champ d'étude qu'ils couvrent est trop vaste pour permettre la constitution d'une véritable discipline. En fait, la sociologie des organisations va réellement émerger avec le développement de l'École des relations humaines.
Cette école, née dans les années 1930 aux États-Unis d’Amérique, est dominée par la personnalité d'Elton Mayo. Elle affirme, contre le taylorisme, le rôle essentiel du facteur humain et relationnel dans la détermination de la productivité économique. Elle réintroduit donc les facteurs psycho-sociaux au cœur de l'analyse de l'organisation, laissant ainsi le champ ouvert à l'application des méthodes issues de l'analyse sociologique. À partir de cette analyse, des auteurs comme Abraham Maslow ou Frederick Herzberg ont approfondi la motivation au sein des organisations.

### Les théories issues de la socio-psychanalyse
Les théories issues de la socio-psychanalyse sont des approches qui appliquent les concepts et les méthodes psychanalytiques aux organisations. Certaines s'inspirent des théories psychanalytiques de Lacan, d'autres comme celles d'Eugène Enriquez, exploitent et prolongent les travaux de Freud sur la psychologie des foules.

### Les théories issues de la psychologie sociale
Les théories issues de la psychologie sociale étudient la dynamique de groupe dans les organisations, d'autres les relations informelles : amitiés, influence, pouvoir, persuasion, leadership, conformisme, etc. Un courant est également né autour des Théories des besoins et des motivations.
Des approches se concentrent davantage sur les aspects identitaires. Elles étudient d'une part la création du Soi à travers l'expérience de la socialisation en entreprise, et d'autre part, elles rattachent la permanence des règles aux phénomènes identitaires. Ces approches se centrent donc sur l'identité sociale au travail.
Renaud Sainsaulieu, par exemple, affirme que la construction de l'identité au travail se fait au sein de différents modèles de relations de pouvoir comme :
- Le modèle de la fusion. Il apparaît dans les contextes marqués par des tâches répétitives et peu qualifiées. L'acteur pour se valoriser n'a d'autres ressources que le collectif.
- Le modèle de la négociation. Il intervient quand les situations de travail permettent un accès aux positions stratégiques.
- Le modèle des affinités. Il apparaît dans des situations de mobilité professionnelle.
- Le modèle de retrait. L'expérience du pouvoir est si sporadique qu'elle n'autorise qu'un faible investissement dans les relations personnelles au travail.

On substitue donc avec Sainsaulieu une approche du pouvoir en termes d'identité à une approche du pouvoir en termes d'utilité. Fondamentalement, le pouvoir, la négociation dans l'action deviennent aussi importants, si ce n'est plus, que le contenu des négociations.

### Les approches cognitivistes
Certaines approches se développent dans les sciences cognitives, la sociologie qualitative, la micro-sociologie, l'interactionnisme symbolique ou l'ethnométhodologie pour mieux comprendre le fonctionnement des organisations. Très souvent, elles s'appuient sur une méthode compréhensive et sur des observations détaillées du terrain de l'organisation. Erving Goffman a ainsi introduit le fameux concept d'institution totale.
Une approche également prometteuse en sociologie des organisations nous est fournie par la sociologie de la traduction de Michel Callon et Bruno Latour. Elle permet elle aussi d'aborder des thématiques plus ou moins négligées par le corpus classique. Elle se concentre sur les phénomènes de réseau, sur les méthodes d'intervention au sein de ces réseaux et sur la constitution du savoir au sein des organisations.

## Les approches de management
Le management a un corpus à cheval entre la sociologie des organisations et l'économie des organisations. Au sein du corpus de la sociologie des organisations, l'école de la contingence mélange sociologie et management.

### L'école socio-technique
Les décennies 1950 et 1960 voient naître avec le Tavistock Institute de Londres, l'école dite socio-technique. Cette école étudie le lien entre les systèmes techniques et humains. Elle part du constat que les changements technologiques ont un effet déterminant sur le fonctionnement des groupes et sur les individus qui les composent. Ce qui implique que les décisions doivent tenir compte des facteurs humains (qualifications, attentes, sentiments, valeurs) et de l’environnement (équipement, machinerie, procédés, horaires de travail, conditions de travail). L'école systémique va s'inscrire en prolongation des travaux de cette école.

### L'école de la contingence
Dans le prolongement de l'école socio-technique, l'école de la contingence tente de rendre compte de la manière dont se structurent les organisations en étudiant l'influence des variables de contexte sur les caractéristiques des organisations. À la différence de la conception taylorienne essentiellement normative de la bonne organisation « en soi », Henry Mintzberg, le principal représentant de l'école de la contingence, affirme que la structure d'organisation est liée à la nature de l'environnement, mais elle ne l'est pas de manière mécanique ou déterministe. Car la structure dépend également des buts que se fixent les dirigeants. En fait, les mécanismes régulateurs internes d'une organisation doivent être aussi variés que l'environnement avec lequel elle doit composer.

### Autres approches de management
Tout acte de management a une influence sur l'organisation de l'entreprise. Ainsi, de nombreux auteurs ont participé à l'analyse de la sociologie des organisations en traitant de management. C'est par exemple le psychologue Rensis Likert qui chercha à prouver qu'un encadrement participatif améliore le climat social de l'entreprise. De même Peter Drucker prônera la décentralisation du pouvoir et la direction par objectif…

## Les approches sociopolitiques
Au sein du corpus, il existe de nombreuses approches à fortes connotations sociopolitiques.

### La théorie de l'acteur stratégique
La théorie de l'acteur stratégique, élaborée par Michel Crozier et Erhard Friedberg suppose qu'il n'est pas possible de considérer que le jeu des acteurs n'est déterminé que par la cohérence du système ou par les contraintes environnementales. On doit chercher en priorité à comprendre comment se construisent les actions collectives à partir de comportements et d'intérêts individuels parfois contradictoires entre eux. Donc, au lieu de relier la structure d'organisation à un ensemble de facteurs externes, cette théorie l'appréhende comme un construit humain, rejoignant en cela une démarche qui situe les déterminants causaux comme allant principalement de l'individu vers la structure (l'individualisme méthodologique) et non de la structure vers l'individu (structuralisme).

### La théorie de la régulation sociale
L'analyse stratégique reste assez imprécise sur la façon dont se construisent les règles. Elle met surtout en avant les stratégies des acteurs vis-à-vis des règles déjà en place, et insiste principalement sur le comportement rationnel des acteurs vis-à-vis de ces règles. La théorie de la régulation sociale de Jean-Daniel Reynaud essaie de combler cette lacune, tout en restant dans la continuité de l'analyse stratégique, en étudiant les mécanismes qui interviennent dans la production, le maintien, la destruction et l'application des règles dans les organisations. Il tente donc de comprendre comment s'effectue la construction des règles, celles par lesquelles un groupe social se structure et devient capable d'actions collectives. En cela, il conduit à envisager l'ordre social non plus de manière statique, mais au contraire à la manière d'un ordre négocié et dynamique.

### La sociologie des logiques d'action
La sociologie des logiques d'action est développée par Henri Amblard, Philippe Bernoux, Gilles Herreros,Yves-Frédéric Livian. Elle s'oriente dans trois directions :
- la nécessité de dépasser le corpus classique de sociologie des organisations.
- l'impossibilité de penser l'entreprise en dehors d'une dialectique entre le conflit et la coopération.
- la réarticulation d'ensembles théoriques pouvant a priori sembler exclusifs.

### Approches macro et micro sociologiques
La sociologie des organisations peut aussi considérer le rôle des agents au sein des organisations, et l'influence de la société sur l'organisation. Plusieurs approches peuvent ici être identifiées :
- Trouver des homologies structurelles entre la structure d'organisation et la structure sociale. Par exemple, selon Philippe d'Iribarne, la ressemblance entre le modèle de hiérarchie militaire, et celui de la hiérarchie en entreprise n'est pas une simple coïncidence. Car selon lui, la gestion des entreprises n'est pas exclusivement déterminée par des critères économiques ou technologiques. Dans la pratique en effet, le gestionnaire se saisit des possibilités offertes par les systèmes sociaux et culturels qui proposent un répertoire de formes d'organisation légitimes. Le gestionnaire doit alors - et il est même plus ou moins contraint de le faire - mettre en place les pratiques d'organisation qui sont cohérentes avec ces formes.
- Étudier l'effet de la culture sociale sur les comportements individuels en entreprise. Cette approche a notamment été développée par Pierre Bourdieu et ceux qui ont appliqué ses théories.

Ces approches ont eu à essuyer diverses critiques. Elles présenteraient l'inconvénient de ne pas rendre compte de l'autonomie du phénomène de l'organisation, et de sa capacité à gérer les relations et la coordination d'individus relativement libres et unis dans un but collectif. De plus, elles présupposeraient que les réponses des individus sont plus ou moins mécaniques, et déterminées pas à un modèle culturel imposé de l'extérieur. Pourtant dans une organisation, le système de valeurs et le système de règles ne sont pas figés. Ils sont dynamiques, et s'adaptent aussi bien à l'environnement, qu'aux modifications contextuelles des situations internes à l'organisation.
Une autre approche permet de corriger ce biais, c'est celle de l'étude des micro-cultures. Elle a été développée entre autres, par Michel Liu. Elle permet d'analyser les organisations en combinant les apports de l'école culturaliste, de la sociologie qualitative, de l'interactionnisme symbolique, et de l'école socio-technique.

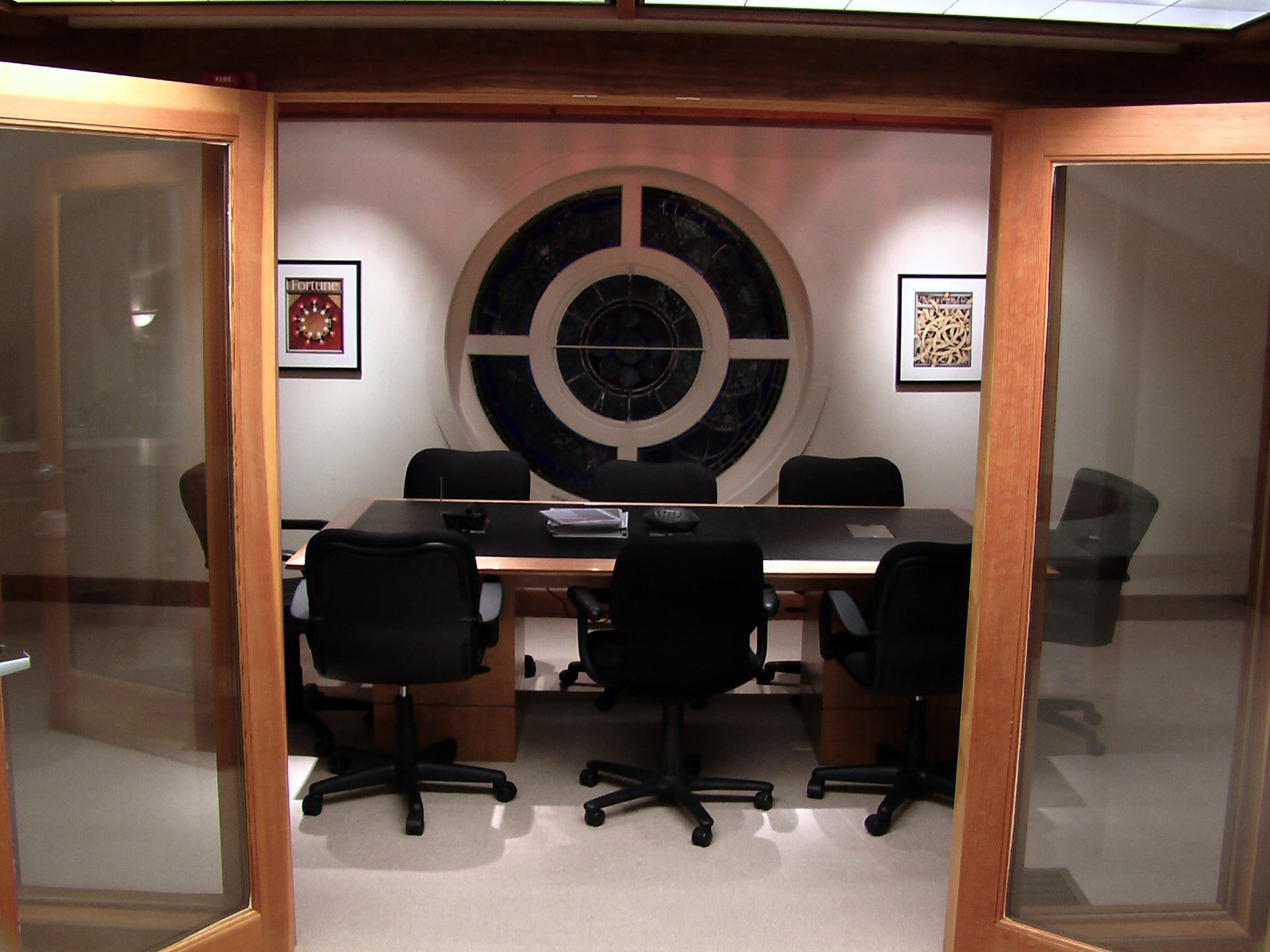
Une salle de réunion

L'idée est que la culture émerge de l'activité de travail. Les cultures de métier se constituent à partir d'expériences cumulées et historicisées de capacités stratégiques. Ces expériences proviennent de :
- La culture sociale antérieure.
- Les caractéristiques du travail à travers ses symboles.
- L'organisation technique de la production.
- La situation stratégique dans les relations de pouvoir.
- Le système des relations de travail.

La culture se repère ainsi à travers la construction de règles issues en partie de la situation d'action, en partie des représentations des relations entre acteurs.
On montre alors que l'application d'une régulation de contrôle peut se heurter à la micro-culture d'une entreprise ou d'un atelier. Les acteurs gardant, du fait du pouvoir de négociation que leur confèrent les zones d'incertitude, la possibilité de faire échouer les règles qui émanent de la direction. Par conséquent, un changement d'organisation doit être accompagné de la prise en compte de ces règles sociétales. Et ces règles ont été le plus souvent élaborées et sélectionnées au cours d'un long processus d'essais et d'erreurs, qui a permis l'accumulation et l'amélioration d'un savoir-faire local. Les règles peuvent alors servir une ou plusieurs finalités masquées. Et ces finalités seront le plus souvent méconnues du régulateur, dans la mesure où n'étant pas intégré dans le contexte de travail, il n'a pas accès à « l'historique » de cette règle au moment où il entreprend d'exercer son pouvoir de régulation.
Pourtant, ces règles ont une fonction cruciale au sein de l'organisation. Par exemple, si dans un atelier, il est de coutume d'accueillir sèchement les nouveaux venus, il ne faut pas pour autant en conclure à l'existence d'un sentiment hostile qui viserait à écarter des concurrents potentiels. En fait, une telle règle a une tout autre finalité. Elle permet de sélectionner les travailleurs en testant leur capacité de résistance, tout en les habituant aux conditions de travail difficiles qui règnent dans l'organisation.

### Ressources électroniques
- Erhard Friedberg (dir.), De Taylor à aujourd'hui : l'histoire de la théorie des organisations, Paris, Banlieues média, cop. 2001 (DVD-ROM)
- Erhard Friedberg (dir.), À la recherche de l'organisation. Études de cas, Paris, Banlieues média, cop. 2001 (DVD-ROM)
- Erhard Friedberg (dir.), La décision, Paris, Banlieues media, cop. 2004 (DVD-ROM)